# Wayward
Wayward — серия комиксов, которую в 2014—2018 годах издавала компания Image Comics.

## Синопсис
Главным героем серии является девушка по имени Рори Лейн. Она покидает Ирландию, чтобы переехать в Японию и жить вместе с матерью. Однако она начинает видеть существ, которых никто больше не видит.

## История создания
В интервью Зуб говорил, что «Wayward — это история о мифах в современности и о японских подростках, борющихся за то, чтобы найти свой путь в стране и мире, находящихся на грани разрушения». Он добавлял, что «это сверхъестественная драма для подростков, в которой реальная мифология и реальные места используются в качестве основы для рассказа большой сумасшедшей истории». Под завершение серии, сценарист посчитал, что больше всех за комикс развилась персонаж Эми Охара. Зуб придумал комикс вместе с Каммингсом, и они работали над ним около 2 лет. В другом интервью сценарист говорил: «Стив хотел создать городскую сверхъестественную историю, действие которой происходит в Токио, а я очень хотел написать что-то тёмное и увлекательное, чтобы соответствовать этому видению».

## Коллекционные издания
| Название                              | Тип              | Дата выхода     | Собранный материал | Кол-во страниц | ISBN                       | Предполагаемый объём продаж (первый месяц) |
| ------------------------------------- | ---------------- | --------------- | ------------------ | -------------- | -------------------------- | ------------------------------------------ |
| Wayward, Vol. 1: String Theory        | Мягкая обложка   | 25 марта 2015   | Wayward #1-5       | 144            | 978-1632151735, 1632151731 | 2 963, позиция в Северной Америке — 17     |
| Wayward, Vol. 2: Ties That Bind       | Мягкая обложка   | 26 августа 2015 | Wayward #6-10      | 136            | 978-1632154033, 163215403X | 2 398, позиция в Северной Америке — 33     |
| Wayward, Vol. 3: Out From the Shadows | Мягкая обложка   | 25 мая 2016     | Wayward #11-15     | 128            | 978-1632157010, 1632157012 | 1 911, позиция в Северной Америке — 39     |
| Wayward, Vol. 4: Threads and Portents | Мягкая обложка   | 1 марта 2017    | Wayward #16-20     | 136            | 978-1534300538, 1534300538 | 1 498, позиция в Северной Америке — 63     |
| Wayward, Vol. 5: Tethered Souls       | Мягкая обложка   | 31 января 2018  | Wayward #21-25     | 136            | 978-1534303508, 1534303502 | 1 230, позиция в Северной Америке — 55     |
| Wayward, Vol. 6: Bound to Fate        | Мягкая обложка   | 5 декабря 2018  | Wayward #26-30     | 152            | 978-1534308749, 1534308741 | 1 077, позиция в Северной Америке — 61     |
| Wayward, Book 1: Deluxe               | Твёрдый переплёт | 14 октября 2015 | Wayward #1-10      | 300            | 978-1632154736, 1632154730 | 862, позиция в Северной Америке — 141      |
| Wayward, Book 2: Deluxe               | Твёрдый переплёт | 5 июля 2017     | Wayward #11-20     | 304            | 978-1534302174, 1534302174 | 446, позиция в Северной Америке — 221      |
| Wayward, Book 3: Deluxe               | Твёрдый переплёт | 22 мая 2019     | Wayward #21-30     | 304            | 978-1534312098, 1534312099 | 272, позиция в Северной Америке — 370      |

## Отзывы
На сайте Comic Book Roundup серия имеет оценку 8,7 из 10 на основе 215 рецензий. Миган Дамор из Comic Book Resources писала, что «благодаря отличной творческой команде Wayward #1 имеет много преимуществ». Ричард Грей из Newsarama дал первому выпуску 7 баллов из 10 и отметил, что «создатели используют [в нём] свои сильные стороны». Его коллега Эдвард Кей дал дебюту оценку 8 из 10 и похвалил дизайн персонажей. Райан Скотт из Comics Bulletin присвоил первому выпуску 3 звезды с половиной из 5 и посчитал, что «рисунки очень хорошо отражают культуру, которую пытается представить комикс». Джен Апрахамян из Comic Vine вручила дебюту 4 звезды из 5 и подчеркнула, что комикс «подходит для широкого возрастного круга читателей и исследует Японию со сверхъестественного ракурса, который не часто можно увидеть в западных комиксах».